# 宮廷ユダヤ人
宮廷ユダヤ人（きゅうていユダヤじん、英語: Court Jew、ドイツ語: Hofjude(n), Hoffaktor）は、主として中世ヨーロッパにおいて、キリスト教徒の貴族を相手に資金運用や資金貸付を行ったユダヤ人銀行家、金融業者のことを指す言葉。
後に宮廷ユダヤ人と呼ばれる人たちの登場は、ルネッサンス時代に地方の支配者がユダヤ人銀行家に短期の借り入れをしたことに始まる。彼らは貴族に融資する過程で自然と社会的影響力を持った。
金融業のほか、宮廷ユダヤ人は自分たちの仕える貴族のために外交や貿易を行ったり、自分の仕える貴族たちに主として食料・武器・弾薬・貴金属などを、一族やユダヤ人同士の繋がりを利用したりして調達した。
宮廷ユダヤ人は次第に肩書きや、ゲットーの外で住む権利などの社会的特権を獲得するようになる。宮廷ユダヤ人のごく一部は巨大な財力を持ち、また社会的、政治的影響力を得ていった。
宮廷ユダヤ人はその地域のユダヤ人社会の中では突出した存在であり、ユダヤ人社会を保護する事ができた。彼らはユダヤ人たちの中にも影響を与えるようになる。上流階級との接点がある唯一のユダヤ人であるため、他のユダヤ人のために、その地域の支配者への陳情を行ったりもした。
しかし彼らの社会的立場は仕えていた貴族に依存しており、貴族が返済に応じない事もあった。また彼らの保証人であった貴族が死ぬと、国外追放や処刑の危機に直面した。ユダヤ人大量虐殺が起こると、ユダヤ人の金融業者と共に貸付金の多くが闇に消える、ということもあった。

## 主な宮廷ユダヤ人
- イサーク・アブラバネル Don Isaac Abravanel (1437年 - 1508年) - ユダヤ思想家・聖書注釈学者、ポルトガル・カスティーリャ財務大臣、ヴェネツィア・ナポリ高官。子供（レオーネ・エブレオ）も有名な医者・哲学者
- フランクフルトのアーロン・ベーア Aron Beer of Frankfurt
- バンベルクのモイゼス・イザーク Moises Isaac of Bamberg
- ロスハイムのヨーゼル（*） Josel of Rosheim (1476年 - 1554年)
- モルデカイ・マイゼル Mordecai Meisel(Miška Marek Meisel) (1528年 -  1601年)
- ヤーコプ・バセヴィ・フォン・トロイエンベルク(貴族) Jacob Bassevi Schnules von Treuenberg (1580年 - 1634年)
- ハノーファーのレフマン・ベーレンツ Leffmann Behrends(Liepmann Cohen) of Hanover (1630年頃 - 1714年)
- ザームエル・オッペンハイマー Samuel Oppenheimer (1635年 - 1703年) - 神聖ローマ帝国への軍事力補給者
- ザムゾン・ヴェルトハイマー Samson Wertheimer (1658年 - 1724年) - オーストリアの財務官、ハンガリー・モラヴィア首席ラビ
- ベーレント・レーマン Issachar Berend Lehmann (1661年 - 1730年) - ハルバーシュタットの宮廷ユダヤ人
- ヨーゼフ・ズュース・オッペンハイマー Joseph Süß Oppenheimer (1698年 - 1738年) - ヴュルテンベルク公カール・アレクサンダー (Karl Alexander von Württemberg) の財務官
- レーブ・ジンツハイム Loew Sinzheim　(Löb Jehuda Efraim Sinzheim) (b.1675-1680 d.June 4, 1744) - マインツ宮廷とハプスブルク家の御用達 (GENi, Goldfoot Genealogy)
- ヘッヒンゲンのカウラ夫人 "Madame Kaulla" (ハイレ Chaille、のちにカロリーネ・カウラ Karoline Kaulla) aus Hechingen (1739年 – 1809年) ヴュルテンベルク王国で活躍
- イスラエル・ヤーコプソン(イスラエル・ヤーコプゾーン) Israel Jacobson (1768年 - 1828年) - 博愛家、宗教改革者、ブラウンシュヴァイク宮廷の宮廷仲介人
- ヴォルフ・ブライデンバッハ Wolf Breidenbach (1751年 - 1829年) - ヘッセン選帝侯の仲買人（factor to the Elector of Hesse）、モーリッツ・ヴィルヘルム・アウグスト・ブライデンバッハ（Moritz Wilhelm August Breidenbach）の父
- マイアー・アムシェル・ロートシルト（Mayer Amschel Rothschild 1744年 - 1812年）- ヘッセン＝カッセル方伯と通商し管財人となる。ロスチャイルドの祖。
- ゲルゾーン・フォン・ブライヒレーダー（Gerson von Bleichröder）プロイセン
- en:Bernhard von Eskeles はオーストリア国立銀行を創設、理事を23年間務めた。